# Cynortoplus albimaculatus
Genre
Espèce
Cynortoplus albimaculatus, unique représentant du genre Cynortoplus, est une espèce d'opilions laniatores de la famille des Cosmetidae.

## Distribution
Cette espèce est endémique de la province du Guayas en Équateur. Elle se rencontre vers Balzar.

## Description
Le syntype mesure 5 mm.

## Publication originale
- Roewer, 1925 : « Opilioniden aus Süd-Amerika. » Bollettino dei Musei di Zoologia e di Anatomia Comparata della Reale Università di Torino, vol. 40, p. 1–34.